# Anolis hobartsmithi
Espèce
Synonymes
- Norops hobartsmithi (Nieto-Montes de Oca, 2001)

Statut de conservation UICN

 EN B1ab(iii) : En danger
Anolis hobartsmithi est une espèce de sauriens de la famille des Dactyloidae. 

## Répartition
Cette espèce est endémique du Chiapas au Mexique.

## Étymologie
Cette espèce est nommée en l'honneur de Hobart Muir Smith.

## Publication originale
- Nieto-Montes de Oca, 2001 : The systematics of Anolis hobartsmithi (Squamata: Polychrotidae), another species of the Anolis schiedii group from Chiapas, Mexico. Mesoamerican Herpetology: systematics, zoogeography, and conservation, p. 44–52.